# 与倉東海
与倉東海（生没年不詳）は明治時代の官僚。1898年に台湾総督府より辞令を受け、台湾に於いて初代台北弁務署署長（台北市首長）として着任するが、翌1899年休職した。